# Piptostigma pilosum
Piptostigma pilosum är en kirimojaväxtart som beskrevs av Daniel Oliver. Piptostigma pilosum ingår i släktet Piptostigma och familjen kirimojaväxter. Inga underarter finns listade i Catalogue of Life.